# Nennslingen
Nennslingen – gmina targowa w Niemczech, w kraju związkowym Bawaria, w rejencji Środkowa Frankonia, w powiecie Weißenburg-Gunzenhausen, siedziba wspólnoty administracyjnej Nennslingen. Leży w Jurze Frankońskiej, około 12 km na wschód od Weißenburg in Bayern, nad rzeką Anlauter.

## Dzielnice
W skład gminy wchodzą następujące dzielnice: Nennslingen, Biburg, Gersdorf i Wengen.

## Demografia
| Rok  | Liczba mieszk. |
| ---- | -------------- |
| 1970 | 1467           |
| 1987 | 1294           |
| 2000 | 1483           |
| 2013 | 1376           |

## Oświata
(na 1999)

W gminie znajduje się 50 miejsc przedszkolnych (54 dzieci) oraz 2 szkoły (29 nauczycieli, 518 uczniów).